# Karel Průcha (kněz)
Karel František Průcha (6. září 1818 Nové Hrady – 23. října 1883 Praha-Hradčany) byl český katolický kněz, v letech 1871–1883 světící biskup arcidiecéze pražské, titulární biskup joppenský. Na sklonku života byl jmenován biskupem českobudějovickým, ale jeho zdravotní stav mu neumožnil převzít úřad.

## Život
Narodil se v Nových Hradech, v rodině justiciára (vrchnostenského úředníka) Františka Průchy a jeho manželky Aloisie, ale od mládí žil v Praze. Po vystudování teologie působil v církevním školství jako spirituál a později jako ředitel arcibiskupského semináře. Od roku 1871 pomocným biskupem pražským. Opakovaně byl kandidátem na obsazení různých biskupských stolců v Českých zemích, nicméně tyto návrhy narážely na silný odpor pro jeho český původ a navíc on sám o tyto úřady nestál a několikráte s poukazem na svůj zdravotní stav (sílící sklony k depresím) vyjádřil, že se na ně necítí. Dne 21. května 1883 byl přesto císařem jmenován biskupem v Českých Budějovicích. V té době již těžce psychicky nemocný biskup Průcha diecézi pro nemoc ani nepřevzal a už 22. července požádal o uvolnění z úřadu, k čemuž císař neochotně svolil (Průcha se tedy fakticky českobudějovickým biskupem nikdy nestal). Zanedlouho poté spáchal Průcha v záchvatu šílenství sebevraždu skokem z okna arcibiskupského paláce v Praze. Pohřben je v kněžské hrobce na Olšanských hřbitovech v Praze.

## Hrobka
V roce 1880 nechal Karel František Průcha vybudovat, nákladem 5000 zlatých, na Olšanských hřbitovech hrobku. Hrobka byla určena pro ukládání ostatků pražských kněží. Správcem hrobky určil pražského faráře u kostela Matky Boží před Týnem. Po svém tragickém úmrtí 23. října 1883, zde byl sám pochován. 
Od roku 2022 je vlastníkem hrobky Kolegiátní kapitula Nanebevzetí Panny Marie na hradě Karlštejně. Hrobka se nachází na Olšanských hřbitovech (část: V, oddělení: 23, číslo hrobu: 65–67)..